# Ferenc Deák (fotbollsspelare)
Ferenc Deák, född 16 januari 1922 i Budapest, död 18 april 1998 i Budapest, var en fotbollsspelare från Ungern.
Deák var en anfallare som gjorde 29 mål på 20 landskamper (1,45 mål per match) för Ungern åren 1946–1949. Han spelade i ungerska ligan i Szentlörinci, Ferencváros TC och Ujpest Budapest.